# Læsø
 For alternative betydninger, se Læsø (flertydig). (Se også artikler, som begynder med Læsø)
Læsø er den største ø i Kattegat beliggende omtrent midtvejs mellem Frederikshavn og Gøteborg. Øen er på 118 km2 og har 1.719 indbyggere per 2025. Øen bliver nævnt flere gange i nordisk mytologi bl.a. som hjemsted for jætten Ægir og som feststed for de nordiske guder, aserne.
Øen er nok mest kendt for sin saltsydning, der i dag er en velbesøgt turistattraktion, lige som den udgør en central del af øens historie. Gårde med tangtage – de såkaldte tanggårde – bliver også ofte fremhævet som en central del af øens fortid og nutid.
Gennem en årrække (fra starten af 1990'erne og frem til 2006) udspillede der sig den såkaldte "bikrig" på øen. Denne stod mellem henholdsvis biavlere, der foretrækker den gule bi og avlere, der foretrækker den brune bi.
Læsø er også efter kommunalreformen af 2007 en selvstændig kommune (Læsø Kommune), omend med et tæt samarbejde med Frederikshavn Kommune på en række områder. Både før og efter denne sammenlægning udgør øen Danmarks mindste kommune befolkningsmæssigt. Øen har ligesom andre danske småsamfund oplevet en generel tilbagegang i befolkningen gennem de seneste 20 år. Samtidig er fiskeriet – der var det centrale erhverv op gennem 1900-tallet – gået tilbage til fordel for turisterhvervet.
Læsø var i 2005 med i et pilotprojekt, der skulle kortlægge mulighederne for at omdanne i alt syv områder i Danmark til nationalpark. Læsø forlod imidlertid dette i september 2005, da 58 % af øens befolkning valgte at stemme nej til projektet ved en vejledende folkeafstemning. Senere i marts 2022 blev Læsø Klitplantage, denne gang uden afstemning, udpeget som én ud af 10 naturnationalparker i Danmark af miljøminister Lea Wermelin. Beslutningen mødte kritik fra flere lokalpolitikere og borgere.

## Geologi og geografi
For omkring 5.000 år siden begyndte Læsø at hæve sig af havet, startende med et område, der i dag er en del af skovområdet Klitplantagen. Ved dét sted, som man mener var det første, der blev fri af havet, placerede man i 1998 Læsøstenen. Stenen markerer stedet, hvor Læsø opstod som blivende ø og bærer inskriptionen: "Her fødtes Læsø af havet". Læsøs sydlige del – Rønnerne – hæver sig stadig med omkring 5 mm om året, hvilket er den hurtigste landhævning i Danmark. Læsøs undergrund udgøres af et 14.000 år gammelt lag af yoldialer, der ligger i niveau med havoverfladen. Sammen med øen Anholt er Læsø en del af Danmarks ørkenbælte, og vejret er især betinget af fjeldene i Norge og Sverige. Dette betyder, at luften har afgivet det meste af sin fugt i fjeldene, før den når Læsø. Da øen samtidig er flad, presses vinden – når den når Læsø – ikke opad og afkøles, hvilket mindsker sandsynligheden for regn. Læsø har Danmarks højeste antal solskinstimer med i gennemsnit 1.951 timer om året.
Øen – som er 21 km lang og 12 km bred – strækker sig over et areal på 118 km² og har 1.789 indbyggere (2023). Tre fjerdedele af øen henligger som naturområder, mens landbrug og bebyggelse dækker en fjerdedel. Fra øen er der 18 km til kysten mellem Sæby og Frederikshavn og omtrent 40 km til Sverige. Af øens tre byer – Byrum, Vesterø og Østerby er Byrum den største. Øen har fire kirker: Byrum Kirke, (som er den ældste), Østerby Kirke, Vesterø Havnekirke og Vesterø Søndre Kirke. Vesterø Havnekirke er i dag omdannet til kurbad for psoriasispatienter, hvor man blandt andet kan bade i vand med et højt indhold af salt. Læsøs første kirke, Hals Kirke, gik til i den sandflugt, som fulgte efter en udpræget rovdrift på træ og tørv for at skaffe brændsel til saltsydningen i middelalderen. I dag kan resterne af kirken ses ved Hals Kirketomt.

## Natur
Læsø er kendt for sin rige natur og mange strande. Sammenlignet med Danmark generelt, kan Læsø, på grund af sin relativt unge alder ikke en siges at have en varieret natur. Men den rummer til gengæld en række sjældne dyre- og plantearter. Foruden at man kan støde på orkideer på øen, er der også registreret eksemplarer af den sjældne stilk-månerude og strandvortemælk, som ikke er set andre steder i landet. Omkring øen kan blandt andet ses gråsæl og spættet sæl. Øen er desuden et vigtigt yngleområde for en række fuglearter. Øens fugle- og planteliv blev kortlagt, da man overvejede at udlægge dele af Læsø til nationalpark.
Til øens vigtigste naturområder hører Rønnerne og Hornfiskrøn på den sydlige del samt Højsande, Kærene og Holtemmen på den nordlige. Blandt strandene er Store Dal, Hvide Bakker og Danzigmann på den nordlige del samt Stokken på den sydlige. Et stykke ud for kysten ved Vesterø Havn findes desuden den lille ø Nordre Rønner, som i dag er ubeboet. Her boede i gamle dage en fyrbøder, der passede et fyr, som siden er det nu automatiseret.

### Rønnerne
Især Rønnerne på den sydlige del af øen er et attraktivt naturområde med et rigt fugleliv og kendt for sine vildtvoksende orkideer af typen plettet gøgeurt. Her findes også store områder med blomsten Hindebæger, som dog er gået tilbage gennem de seneste år. Der vokser også de to arter af kødædende planter vibefedt og rundbladet soldug. Rønnerne er velegnet til vandreture, men kan også besøges med Rønnerbussen, som fragter turister gennem området med traktortrukket vogn. Mange vælger også at opleve området fra hesteryg eller cykel. Rønnerne er bedst tilgængelig i sommermånederne, da det uden for disse måneder kan være fugtigt og delvis oversvømmet. Adgangen til området er begrænset i fuglenes yngleperiode.
Den store sten Pigestenen (også kaldet Store Pigesten) ligger midt i landskabet og skulle efter sigende have fået sit navn, fordi bondepigerne søgte tilflugt fra tyrene på den, når de skulle drive køerne hjem. Et sagn fortæller, at stenen vender sig, når den lugter nybagt brød.[kilde mangler]
Syd for Rønnerne ligger Hornfiskrøn, som man kan gå til fra Rønnerne, men adgangen er ofte være begrænset af højvande. Ved indgangen til Rønnerne ligger saltsydehytten, hvor der i dag sydes salt på samme måde, som man gjorde det på Læsø i middelalderen. Der lå tidligere et udsigtstårn, hvorfra man kunne overskue store dele af Rønnerne. Området, et areal på i alt 1.750 hektar blev fredet i 1980.

#### Engelskmandens Grav
Engelskmandens Grav er et hævet stenrev beliggende på Hornfiskrøn, syd for Læsø. Stenrevet måler cirka 300 meter i længden og 100 meter i bredden og består af store sten, der er blevet skubbet sammen af isskruninger. Omkring dette stenrev begyndte Hornfiskrøns strandenge at dannes for omkring 900 år siden. I dag er Engelskmandens Grav en del af et af Danmarks største synlige stenrev på land. Navnet "Engelskmandens Grav" stammer fra et lokalt sagn, der fortæller, at en engelsk sømand blev fundet druknet og begravet under en stor sten på stedet. Stenen er karakteriseret ved en stor, jævn overflade, der skråner mod vest, og er omgivet af mindre sten. En mindre sten i syd har en revne næsten gennem hele stenen.

### Højsande
Højsande er navnet på en klithede tæt ved øens nordlige kyst i nærheden af stranden Store Dal. Området var for få år tilbage en del af Klitplantagen. I dag er alle træer i Højsande imidlertid fælde. Med sine mange indlandsklitter er ser området ud, som før man valgte at plante det til for at forhindre sandflugt. På kanten af området findes et udsigtstårn, hvorfra man kan skue over både Højsande og den tilbageværende del af den 100 år gamle klitplantage beplantet med skovfyr, sitkagran, eg og birk. I plantagen findes også en bestand af råvildt udsat i 1953. I Foldgårdssøen, Læsøs største sø, lever blandt andet skovsnepper og traner. Klitterne i Højsande opstod i 1600- og 1700-tallet som følge af sandflugt, som opstod på grund af træfældning, der skulle skaffe brænde til øens saltproduktion.

### Kærene
Kærene er en mosaik af mose, hede og søer og udgør med sine 688 hektar en af Danmarks største hedemoser. Her yngler traner, og her vokser fredede orkideer.

### Naturfredninger
En væsentlig del af naturområderne på Læsø er fredet i alt omkring 25 kvadratkilometer:
- Læsø Vestkyst, ca. 160 hektar fredet i 1966.
- Kærene og Svinehaven, i alt 148 hektar fredet i 1986.
- Højsande og Holtemmen i alt 515 hektar fredet i 1961.
- Nordmarken ca. 51 hektar fredet i 1963
- Østdelen af Læsø - et strand-, klit- og hedeareal på den østligste del af Læsø fredet i 1963, i alt 266 hektar.
- Hals Kirketomt - et område omkring Hals Kirketomt med fyrreskov, lyng- og græshede, mose og sandflugtsklitter, i alt ca. 43 hektar fredet i 1969.
- Bovet - en ca. 2,5 km lang kyststrækning på den østlige del af Læsø fredet i 1964, i alt ca. 65 hektar.
- Rønnerne, i alt ca. 1.750 hektar fredet i 1980. Tilvækstarealer forårsaget af landhævning er automatisk omfattet af fredningen.[21]

Af rødlistede arter er registreret ål, stenvender, strand-vortemælk, hvid dugskivelav og birke-ildporesvamp.

## Historie
Man kan finde historiske vidnesbyrd om Læsø fra så langt tilbage som ca. år 1200. I Orkneyøernes saga (skrevet 1214-1231) nævnes det, at kongesønnen Gor i Nordens oldtid under eftersøgningen efter sin forsvundne søster kommer forbi Læsø (Hleesø). Den måske mest kendte del af øens historie udspiller sig omkring saltsydning, hvor læsøboerne betalte deres skat til Viborg Domkapitel med det værdifulde salt, der blev omtalt som "det hvide guld". Gennem flere hundrede år udviklede dette erhverv sig til dét, nogle historikere siden har kaldt Danmarks første industri på grund af dens omfang og de systematiserede arbejdsprocesser. Sydningen førte imidlertid til en nærmest rovdrift på øens ressourcer i form af træ og tørv, som blev brugt til brændsel. Dette førte langsomt til en katastrofe for øens natur, og trods mange påbud fra blandt andre kongen stoppede man ikke sydningen før slutningen af 1500-tallet. På dette tidspunkt var der næsten hverken træ eller tørv tilbage, og sandet kunne fyge frit. Dette skabte en sandflugt, der blandet andet ødelagde øens centrale kirke, Hals kirke. Denne kirke er i dag kendt som Hals Kirke Tomt. For at ernære sig efter saltsydningen var ophørt, måtte øens mænd tjene som besætning på blandt andet transsportskibe, mens kvinderne blev tilbage på øen og drev landbrug sammen med børnene.
En anden næringsvej i Læsøs historie er de mange strandinger, som skyldtes det farlige farvand omkring øen med mange revler. Både mens saltsydningen fandt sted og efter dens ophør, var de i perioder bemærkelsesværdigt mange strandinger en vigtig indtægtskilde. Læsøboerne tjente på dem ved både at videresælge det bjergede gods og i kraft af de belønninger, de modtog for deres indsats ved redningsaktioner og ved at give husly til de skibbrudne søfolk.

### Saltsydning og sandflugt
Igennem tiden har den væsentligste ressource på Læsø været saltet, der har dannet grundlag for det gennem tiderne største erhverv på øen. Der er beretninger om saltproduktionen på Læsø helt tilbage til 1300-tallet, og i 1481 fortæller historiske kilder, at øen leverede ca. 36 tons tre gange om året. Saltet var en vigtig økonomisk ressource, og der blev på 50 år bygget tre kirker. I alt har man fundet ca. 1.500 saltsyderier på sydøen, men man ved ikke, hvor mange der har været i drift samtidigt. Saltsydningen menes at være startet i 1100-tallet, de skriftlige kilder omtaler dog først produktionen i 1330. Uheldigvis kræver det store mængder træ som brænde. Det betød, at øen langsomt blev afskovet. Dermed fik vinden frit spil, og øen blev ramt af sandflugt. I 1652 sluttede saltsydningen endeligt efter kongens ordre. Siden prøvede både kaptajn Ove Mathiesen og dr. Bister at syde salt på Læsø, men produktionen kunne ikke betale sig. I starten af 1900-tallet iværksatte man en gennemgående tilplantning af øen, som genetablerede dens skovområder.

### Strandinger og vraggods
Farvandet omkring Læsø er kendetegnet ved sine mange revler, som før i tiden udgjorde en stor udfordring for sejlskibe, som skulle gennem Kattegat. I området omkring Læsø findes der derfor omkring 186 registrerede skibsvrag, hvoraf nogle anses for at have kulturhistorisk værdi. Ifølge gamle optegnelser over strandinger var der i 1803 fra 27. november til 1. december hele 15 strandinger ved øen. Kun to af skibene var senere i stand til at sejle fra øen. Befolkningen på Læsø nød stor fordel af de strandede skibe og det tilhørende vraggods i form af last og inventar, som kunne sælges på auktioner. Indtægterne herfra kunne til tider overstige dem, som øen havde fra saltsydningen. En anekdote vil desuden vide, at Læsøboerne satte heste med lanterner op på klitterne, for at skibene skulle tro, at området var sejlbart. En anden anekdote vil vide, at man på et tidspunkt på grund af strandingerne havde en større eksport af kaffe fra skibene. Stranden Danzigmann, beliggende på øens nordøstlige del, er opkaldt efter et strandet tysk skib.
Ifølge historiske overleveringer skulle Dronning Margrete I være strandet ved øen i 1300-tallet. Læsøboerne reddede hende, og for at vise sin taknemmelighed skænkede hun dem selvejerprivilegier til jorden på Læsø, hvilket gav dem rettighederne til at dyrke den og sælge dens afgrøder. Desuden skænkede hun læsøboerne den såkaldte Læsødragt og gav øens kvinder lov til at bære den.
Historien bag strandingerne strækker sig helt op til nutiden. I 1986 skulle det russiske tankskib "Svoboda" bugseres gennem Kattegat af russiske bugserbåde. Skibet rev sig imidlertid løs og gik på grund tæt på Læsø. Vraget blev solgt til et dansk firma, som efterfølgende hyrede arbejdskraft på Læsø til at nedbryde det. Under nedbrydningsarbejdet havde flere læsøboere således arbejde på dét, der i daglig tale blev kaldt "Russeren".

### Fiskeri, sejlads og landbrug
Da øens mænd, efter at saltproduktionen var stoppet, tjente ved at sejle, gik gårdene normalt i arv til kvinderne, fordi mændene var på havet en stor del af tiden (noget tilsvarende kendes fra øen Lesbos i Grækenland). Det var dog ikke fiskeri, som mændene udførte på havet – derimod tjente de som besætningsmedlemmer på fragt- og handelsskibe. Modsat hvad man måske skulle tro, så er fiskeri ikke som sådan et historisk erhverv på Læsø. Det var først i begyndelsen af 1900-tallet, at der for alvor kom gang i fiskeriet omkring øen. Før den tid var adgangen til de gode fiskesteder i Kattegat nemlig begrænset på grund af de mange revler. Det lave vand betød således, at man var nødt til at slæbe garn og fangst flere kilometer til og fra jollerne, der lå længere fra kysten.
Arbejdsdelingen, hvor mændene sejlede og kvinderne drev gårdene, gjorde, at uddannelsesniveauet blandt Læsøs børn var højt, sammenlignet med resten af landet. Grunden var, at kvinderne – der jo så at sige drev øen uafhængigt af mændene – lagde stor vægt på skolegang. Derfor besad Læsøs børn et niveau i regning og stavning, man ellers kun fandt blandt rigmandssønner. På grund af jordens sammensætning var landbruget ikke særligt indbringende, og man købte ofte korn fra fastlandet for at klare sig. Desuden var markerne tit oversvømmede, og vandet blev liggende meget længe på grund af det lerlag (yoldialer), som øen hviler på. De hyppigste afgrøder var rug, byg, ærter og kål.

### Tangtage
Læsø er kendt for sine gamle gårde med tangtage, hvor man brugte ålegræs (åletang) som tækkemateriale. Mange af disse tage er gennem tiden gået tabt, men der findes stadig nogle, som har deres tangtag bevaret. Traditionen med tangtage opstod, fordi Læsøs jordforhold gør dyrkning af korn besværlig, hvorfor der kun var begrænsede mængder af traditionelt tækkemateriale til rådighed.
Man samlede ålegræsset på stranden, når der var skyllet tilpas store mængder op. Det blev kørt ud til gården, som skulle tækkes, og her lå det i en periode til tørring, så det ikke rådnede. Når tækningen skulle finde sted, vandede man ålegræsset forud for og under tækningen.
Selve tækningen forløb ikke ved, at man blot kastede tangen op på taget, men gennem en proces, hvor man ofte samlede op i mod 50 personer. Man lavede såkaldte 'vaskere' ud af tangen, hvilket var kvindernes arbejde. Disse blev lavet ved først at samle en "pølse" af tangen på omkring én til tre meter, afhængigt af hvor på taget, den skulle sidde. Denne "pølse" snoede man rundt mange gange, startende fra den ene ende, hvorved den blev fast og sammenhængende. Til sidst lavede man efter samme teknik en omkring to meter lang "hale" på vaskeren.
Taget blev lagt fra underkanten, og når vaskeren skulle på taget, brugte man dens "hale" til at binde den omkring en lægte. De mange snoninger kunne efterfølgende holde tangen i vaskeren på plads. Når arbejdet var færdigt, havde taget gerne en tykkelse på 1 til 1,5 meter, og som som afslutning lagde man tørv oven på tangen.

#### Restaurering af tanghuse
I 2014 blev der etableret et samarbejde mellem Foreningen ”Tanghusene på Læsø-ejerforeningen af 2014”, Læsø Kommune, Læsø Turist- og Erhvervsforening og Læsø Museum om bevarelse af tanghusene. Kulturstyrelsen gik ind i sagen og anslog, at en bevarelse omfattende 35 huse ville koste 111 millioner kroner. I 2015 bevilgede A.P. Møller og Hustru Chastine Mc-Kinney Møllers Fond til almene Formaal 19 millioner kroner til formålet.

## Transport og infrastruktur
De fleste kommer til Læsø med færgen, som drives af Færgeselskabet Læsø K/S og afgår fra Frederikshavn og anløber Læsø i Vesterø Havn. Det er også muligt at sejle til øen i mindre både, som foruden Vesterø Havn også kan gå ind i øens anden havn, Østerby Havn. Læsø Kommune har også en flyveplads på øen med én asfalteret start- og landingsbane. Fra denne er der ruteflyvning til og fra Københavns Lufthavn, Roskilde med selskabet Copenhagen Air Taxi.
Nordjyllands Trafikselskabs rute 840; kører flere gange dagligt mellem Vesterø, Byrum og Østerby. Busserne er eldrevne og er gratis at benytte.
I 2016 fik øen som det første sted i landet en højhastigheds bredbåndsforbindelse til samtlige borgere i kommunen.
Øen forsynes med elektricitet fra Jylland med et 60 kV søkabel, og en 60/20kV transformator stabiliserer øens el-net. En 10 MW solcellepark åbnede i 2018.

## Erhverv
I dag er de tre primære erhverv turisme, fiskeri og landbrug. Turisme er et centralt erhverv på øen – ikke mindst på grund af den generelle tilbagegang inden for fiskeriet, som gennem tiden har reduceret øens fiskerflåde betydeligt. I 2020 besøgte 110.000 mennesker øen. Foruden en række hoteller og spisesteder, vandrerhjem og campingpladser har øen fået en golfbane med tilhørende hotel. Desuden bliver der fabrikeret forskellige former for kunsthåndværk, uldprodukter, pølser og øl. Men det vel nok mest kendte tiltag inden for Læsøs turisme er saltsydning, der i 1990'erne blev genoptaget i en rekonstruktion af en saltsydehytte fra middelalderen. Dette skete som en kombination af arkæologisk forskning og turistattraktion. Projektet viste sig at blive en stor succes, og saltsydehytterne ved Rønnerne er i dag øens mest besøgte turiststed, lige som det har udviklet sig til en bæredygtig arbejdsplads. Saltet bliver solgt – både fra selve hytten og til restauranter i hele Danmark. Ved saltsydehytten kan man opleve sydningen, som man i henhold til historiske kilder mener, den oprindeligt fandt sted
For at tiltrække turister og nye fastboende har den ene af øens færger, der til daglig sejler til og fra Frederikshavn, været på besøg i Aalborg. Her kunne man besøge færgen og opleve eksempler på, hvad øen kan tilbyde, fx salt og jomfruhummere. Man har også flere gange afholdt en såkaldt jomfruhummerfestival, hvor kokke og amatører har konkurreret om at lave de mest velsmagende retter med jomfruhummer. Endvidere arbejder man med projekter, hvor man vil invitere folk, som kunne have interesse i at flytte til øen. Dette betød, at man 30. september 2006 afholdt et endagsarrangement med navnet "Åben Ø". I den officielle pressemeddelelse hed det blandt andet, at Læsø er den kommune i Danmark, der har mest plads pr. indbygger. Nu inviteres til Åben Ø for alle, der kunne have et ønske om at dele pladsen og alle andre herligheder med os. Læsø er et helt samfund med skole, børnehave, biograf, ældrepleje, lægehus og så videre. Alle funktioner, der er i andre kommuner, er også her, bare mindre og let tilgængeligt og overskueligt. Nærdemokratiet virker, du kan møde din politiker næsten hver dag, eller når det ønskes. Arrangementet tiltrak ca. 100 mennesker, der fik chancen for at opleve øen på nærmere hold og få et bedre indblik i, hvad det vil sige at bo fast på Læsø[kilde mangler]. Arrangementet førte ikke umiddelbart til flere indbyggere på øen, men der blev alligevel planlagt en gentagelse i 2007.
På fiskeriområdet er det ikke mindst fangsten af jomfruhummere, der giver indtægter til øen. Virksomheden Læsø Fiskeindustri A/S pakker og sælger således hummerne både til det danske og det sydeuropæiske marked. På grund af jordernes sammensætning på øen er korn ikke den mest ideelle afgrøde at dyrke set i forhold til resten af landet. I øens klitplantage skoves der med henblik på afsætning til træindustrien; men på grund af høje omkostninger ved transporten af tømmer fra øen bliver træet fortrinsvist afsat i form af træflis til øens eget fjernvarmeværk.

### "Bi-krigen"
Læsø er kendt for den såkaldte "bi-krig". Denne betegnelse dækker ikke over en krig i gængs forstand, men over forskellige uenigheder i forbindelse med biavl på øen. Sagen begyndte i 1983, hvor førstelærer Alfred Petersen ansøgte Statens Bisygdomsnævn om at få hele Læsø gjort til et renavlsområde for en brun bi, og i 1988 annoncerede Statens Bisygdomsnævn i LæsøPosten, at man havde vedtaget, at der nu kun måtte være bier af racen "brun nordisk bi" på Læsø. Det kunne dog ikke gennemføres, da en gruppe biavlere på Læsø, der holdt gule bier, protesterede. "Bekendtgørelse om renavl" var – og er – baseret på frivillighed.
I 1993 fik den nyligt tiltrådte landbrugsminister, Bjørn Westh, Folketinget til at vedtage en lov, der muliggjorde, at man kunne "bevare" visse biracer og forbyde hold af andre. Det skete med den begrundelse, at "de brune bier på Læsø" skulle være den sidste rest i verden.
Loven blev vedtaget trods protester fra Læsøs "gule" biavlere og trods det faktum, at der findes brune bier over næsten hele verden.
I 1994 måtte landbrugsministeren erkende, at man alligevel ikke kunne garantere for, at "De brune bier på Læsø" var racerene, men i stedet udgjorde en "genetisk mangfoldighed". På det tidspunkt var næsten alle gule bidronninger dræbt og udskiftet med de såkaldte "brune", men nogle få biavlere, der havde krævet garanti for racerenhed fra landbrugsministeriet, nægtede at udskifte på det foreliggende grundlag. Derfor blev disse biavlere politianmeldt, og staten indledte en retssag mod dem for at overtræde bekendtgørelsen for Læsø. Dommeren fandt imidlertid sagen så principiel, at han bad EF-domstolen om en vurdering, og i 1998 skrev domstolen i en kendelse, at den danske stat ikke kunne forbyde import fra EU til Læsø af bier, det i øvrigt var tilladt at anvende. Det betød, at bekendtgørelsen om biavl på Læsø blev ændret, så import af "brune bier" nu var tilladt.
Domstolen fandt dog, at den danske stat godt kunne forbyde andre biracer end "den brune" på Læsø, men forudsætningen var dels, at staten skulle dokumentere, at bierne var specielle og bevaringsværdige, dels at der ikke var mindre indgribende metoder til at opnå samme resultat. Denne dokumentation blev aldrig fremlagt og er måske årsagen til, at Fødevareministeriet i 2005 indledte et samarbejde med biavlerforeningerne på Læsø om et "historisk kompromis". Fødevareministeriet indsatte læsøboen, daværende dirtektør for Forskningsstyrelsen, Jens Morten Hansen som mægler i striden. Herved blev det aftalt, at tilhængerne af den "brune" bi fik et område på østspidsen af Læsø, hvor der kun måtte være "brune" bier, og tilhængerne af den "gule" bi fik et lille område mod vest. På resten af øen skulle alle biracer og blandinger være tilladte. Denne aftale ser ud til at holde og har medført, at biavlerne igen kan tale med hinanden, uden at det dog kan konkluderes, at "bi-krigen" er slut.
Det Jordbrugsvidenskabelige Fakultet udførte i 2005 en genetisk undersøgelse af bierne på Læsø. Det blev konstateret, at omkring 25 % af bierne stadig kunne betegnes som overvejende "brune", selvom de ikke var racerene Apis mellifera mellifera. Af disse blev 40-50 bifamilier udvalgt som grundlag for den videre avl i det "brune" parringsområde.

## Uddannelse
Læsø Skole, i Byrum, er øens eneste skole, rummer alle folkeskolens trin.
Folkeuniversitetet på Læsø er en underafdeling af Folkeuniversitetet i Danmark.

## Kultur
Læsø Bio, viser flere af de nyeste danske og udenlandske biograffilm. Desuden er øen hjemsted for en række keramiske værksteder og kunstgallerier.
Øen har også skydebane.
Tidligere havde øen et måneds- og ugeskrift kaldet Læsøbladet.

### Attraktioner og seværdigheder
- Læsø Museum med i alt fem afdelinger spredt rundt på øen.
- Læsøtårnet er et 17 meter højt udsigtstårn, der ligger i Byrum.
- Bangsbofyrren er det sidste levende eksemplar af oprindelige, danske skovfyrre.

Der findes også en rekonstruktion af en saltsyderhytte fra middelalderen. Øens særkende, tangtagene, er ligeledes en attraktion. I de senere år har fondsmidler sammen med offentlige tilskud gjort det muligt at forny en mindre antal af tangtagene i og omkring landsbyen Gammel Østerby.

### Turisme
Øen er et populært feriemål for især danskere, tyskere, nordmænd og svenskere særligt i sommerperioden. Ud over en del sommerhuse har Læsø flere hoteller foruden vandrerhjem og to campingpladser.

### Sekundærlitteratur
- Christensen, Bernth (1987) Læsø – som du var engang, S.A.L.
- Christensen, Bernth (1989) Læsø – billeder fra dengang, S.A.L.
- Stoklund, Bjarne (1962) Læsøgården på frilandsmuseet, Nationalmuseet
- Stoklund, Bjarne (1988) Arbejde og kønsroller på Læsø, Læsø Museum
- Ydegaard, Torbjørn (1990) Læsø Rundt – en Skarv-guide, Høst og Søn
- Peter G. Vornlocher (1993), Die dänische Insel Læsø. Eine regionalgeographische Studie von Peter G. Vornlocher (The Danish island Læsø. A regional-geographical study)